# Plélo
Plélo (tiếng Breton: Pleuloc'h, Gallo: Pléloc) là một xã của tỉnh Côtes-d’Armor, thuộc vùng Bretagne, tây bắc Pháp.

## Dân số
Người dân ở Plélo được gọi là Plélotins.